# Couddes
Couddes és un municipi francès, situat al departament del Loir i Cher i a la regió de Centre – Vall del Loira. L'any 2007 tenia 517 habitants.

## Demografia

### Població
El 2007 la població de fet de Couddes era de 517 persones. Hi havia 230 famílies, de les quals 64 eren unipersonals (28 homes vivint sols i 36 dones vivint soles), 93 parelles sense fills, 69 parelles amb fills i 4 famílies monoparentals amb fills.
La població ha evolucionat segons el següent gràfic:
Habitants censats

### Habitatges
El 2007 hi havia 277 habitatges, 230 eren l'habitatge principal de la família, 24 eren segones residències i 22 estaven desocupats. 273 eren cases i 4 eren apartaments. Dels 230 habitatges principals, 186 estaven ocupats pels seus propietaris, 40 estaven llogats i ocupats pels llogaters i 4 estaven cedits a títol gratuït; 2 tenien una cambra, 14 en tenien dues, 35 en tenien tres, 62 en tenien quatre i 117 en tenien cinc o més. 194 habitatges disposaven pel capbaix d'una plaça de pàrquing. A 101 habitatges hi havia un automòbil i a 108 n'hi havia dos o més.

### Piràmide de població
La piràmide de població per edats i sexe el 2009 era:
| Homes | Edats   | Dones |
| ----- | ------- | ----- |
| 0     | 95 o +  | 0     |
| 0     | 90 a 94 | 8     |
| 4     | 85 a 89 | 16    |
| 8     | 80 a 84 | 0     |
| 4     | 75 a 79 | 20    |
| 16    | 70 a 74 | 24    |
| 12    | 65 a 69 | 28    |
| 16    | 60 a 64 | 4     |
| 12    | 55 a 59 | 4     |
| 28    | 50 a 54 | 28    |
| 20    | 45 a 49 | 24    |
| 24    | 40 a 44 | 12    |
| 8     | 35 a 39 | 0     |
| 28    | 30 a 34 | 24    |
| 8     | 25 a 29 | 16    |
| 12    | 20 a 24 | 12    |
| 12    | 15 a 19 | 16    |
| 20    | 10 a 14 | 4     |
| 12    | 5 a 9   | 0     |
| 20    | 0 a 4   | 8     |

## Economia
El 2007 la població en edat de treballar era de 314 persones, 237 eren actives i 77 eren inactives. De les 237 persones actives 222 estaven ocupades (117 homes i 105 dones) i 15 estaven aturades (5 homes i 10 dones). De les 77 persones inactives 37 estaven jubilades, 18 estaven estudiant i 22 estaven classificades com a «altres inactius».

### Ingressos
El 2009 a Couddes hi havia 229 unitats fiscals que integraven 528 persones, la mediana anual d'ingressos fiscals per persona era de 17.411 €.

### Activitats econòmiques
Dels 13 establiments que hi havia el 2007, 1 era d'una empresa alimentària, 2 d'empreses de fabricació d'altres productes industrials, 2 d'empreses de construcció, 3 d'empreses de comerç i reparació d'automòbils, 4 d'empreses immobiliàries i 1 d'una empresa classificada com a «altres activitats de serveis».
Dels 5 establiments de servei als particulars que hi havia el 2009, 2 eren tallers de reparació d'automòbils i de material agrícola, 1 guixaire pintor i 2 fusteries.
L'únic establiment comercial que hi havia el 2009 era una fleca.
L'any 2000 a Couddes hi havia 34 explotacions agrícoles que ocupaven un total de 1.612 hectàrees.

## Equipaments sanitaris i escolars
El 2009 hi havia una escola elemental integrada dins d'un grup escolar amb les comunes properes formant una escola dispersa.

## Poblacions més properes
El següent diagrama mostra les poblacions més properes.